# جون ميليغان
جون ميليغان (بالإنجليزية: John Milligan)‏ هو لاعب كرة قاعدة أمريكي، ولد في 22 يناير 1904، وتوفي في 15 مايو 1972.

## وصلات خارجية
- جون ميليغان على موقعبيزبول رفرنس.كوم (الدوري الرئيسي) (الإنجليزية)